# Roter Turm (Riga)

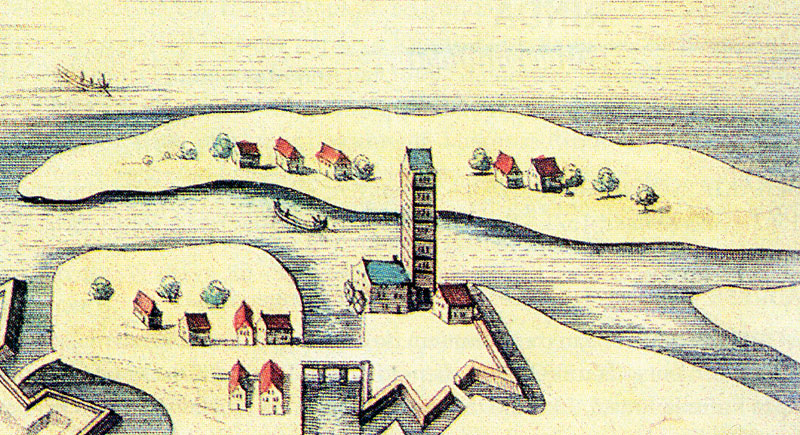
Roter Turm bei Riga auf einer Ansicht von 1638 von Matthäus Merian

Der Rote Turm (lettisch Sarkanais tornis) war ein markantes Bauwerk in Überdüna bei Riga.
Der Turm am linken Ufer der Düna ist lediglich durch historische Ansichten überliefert, insbesondere auf einem Stadtpanorama von 1612. Diese Ansicht gilt als recht zuverlässig. Der aus Backstein erbaute Turm besaß demnach sechs aufgehende Geschosse, die jeweils durch horizontale Bogenfriese getrennt waren. Die Obergeschosse hatten jeweils mehrere Fenster teils mit Kreuzstock oder Maßwerkfüllung sowie zahlreiche Rundblenden. Der Turm wurde durch ein Satteldach abgeschlossen, dessen Dreiecksgiebel mit Blendmaßwerk und Fialen bereichert war. Der Turm wurde zwischen 1642 und 1646 im Zuge schwedischer Stadtbefestigungsmaßnahmen abgebrochen.